# 2060 키론
2060 키론(영어: Chiron /ˈkaɪrən/, 임시 명칭 1977 UB) 및 95P/키론은 외태양계의 소행성체로, 토성과 천왕성 사이에 위치한다. 명칭은 그리스 신화의 켄타우로스 케이론에서 유래했다.
키론은 1977년 찰스 코월이 발견하였고, 최초로 센타우루스군으로 분류된 천체이다. 키론은 최초 발견 당시 소행성체로 분류되어 소행성체명 "2060 키론"을 부여 받았지만, 이후 키론에서 코마가 발견됨에 따라 혜성으로도 분류되어, 혜성으로서의 명칭은 "95P/키론"으로도 불린다.
마이클 브라운은 키론의 지름을 206 km로 보았고, 200 km 제한을 간신히 넘은 왜소행성 후보 천체로 분류했다.

## 역사

### 발견
키론은 1977년 11월 1일 찰스 코월이 팔로마 천문대에서 같은 해 10월 18일에 찍힌 사진에서 발견하였으며, 임시 명칭 1977 UB를 부여받았다. 발견 당시 키론은 원일점 근방에 있었으며, 당시 발견된 소행성체 중 가장 멀리 있었다. 몇몇 언론에서는 키론을 열 번째 행성이라고 하기도 하였다. 이후 1895년 이후부터 키론이 찍혔었던 사진이 다수 발견되었으며, 이를 통해 키론의 정확한 궤도가 결정되었다. 키론은 1945년에 근일점에 도달했지만 당시에 진행되던 연구가 적었으며, 느리게 움직이는 천체를 감지할 만큼 정확도가 좋지 못해 발견되지 못했다. 로웰 천문대에서 진행했던 외행성 탐사에서는, 1930년대에는 희미한 천체를 감지하지 못했고, 1940년대에는 해당 지역을 탐사하지 않았다.

### 명명
1979년, 이 소행성체의 이름은 그리스 신화의 켄타우로스 중 하나인 케이론의 이름을 따 키론으로 결정되었다. 또한 센타우루스군의 이름을 앞으로 이와 같은 방식으로 짓자는 의견도 제기되었다. 한편, 1977년 11월 이전에 소행성체 센터는 이미 공식 작명법을 발표한 상태였다(M.P.C. 4359).

## 궤도
키론의 궤도 이심률은 0.37로 매우 높으며, 근일점은 토성 안쪽이지만 원일점은 천왕성 바깥이다. Solex 프로그램에 따르면, 최근 키론이 토성에 가장 근접했을 때는 720년 5월로, 토성에 0.204 ± 0.013 AU까지 근접했고, 토성의 중력으로 인해 키론의 궤도 긴반지름이 14.55±0.12 AU에서 13.7 AU까지 감소하였다. 키론은 천왕성의 궤도 또한 통과하지만, 천왕성의 궤도 긴반지름보다 키론의 근일점 거리가 더 가깝다.
키론은 최초로 궤도가 소행성대 바깥으로 완전히 나간 천체였기 때문에 집중 조명 되었다. 키론은 최초로 센타우루스군으로 분류되었으며, 궤도가 토성-천왕성 근방에 걸치기 때문에 토성-천왕성 등급으로 분류된다. 센타우루스 천체들의 궤도는 불안정하며, 몇백만 년 후에는 섭동으로 인해 다른 궤도로 옮겨가거나 태양계 바깥으로 튕겨나갈 것으로 추정된다. 키론은 카이퍼 대에서 왔을 가능성이 있으며, 백만 년 내에 단주기 혜성이 될 것으로 예상된다.

## 물리적 성질

### 분광형
키론의 가시광선 및 근적외선 스펙트럼은 중성이며, 핼리 혜성의 핵 및 C형 소행성과 매우 유사하다. 키론의 근적외선 스펙트럼에서는 물의 얼음이 나타나지 않는다.

### 지름
| 연도 | 지름   | 출처                         | 주석   |
| ---- | ------ | ---------------------------- | ------ |
| 1984 | 180 km | 레보프스키 (1984)            | [ 30 ] |
| 1991 | 186 km | IRAS                         | [ 30 ] |
| 1994 | 188 km | 캠핀스 (반지름 94±6 km)      | [ 22 ] |
| 1996 | 180 km | 엄폐                         | [ 30 ] |
| 1998 | 166 km | 둔함 엄폐 목록: 둔함 1998    | [ 4 ]  |
| 2007 | 233 km | 스피처 우주망원경            | [ 9 ]  |
| 2013 | 218 km | 허셜 우주망원경 PACS & SPIRE | [ 8 ]  |
| 2017 | 206 km | 브라운                       | [ 10 ] |
| 2017 | 271 km | LCDB                         | [ 7 ]  |

키론의 크기 추정치는 절대등급(H)과 반사율에 따라 결정된다. 1984년 레보프스키는 키론의 지름을 약 180 km로 추정했으며, 1990년대에는 150 km 근방으로 여겼다. 1993년 엄폐에서 얻었던 자료에서는 지름이 약 180 km로 추산되었다. 2007년 스피처 우주망원경 및 2011년 허셜 우주망원경의 자료를 조합한 결과 키론의 지름은 약 218±20 km였다. 따라서 키론은 10199 커리클로와 비슷한 크기로 추정된다. 키론의 정확한 지름은 측정하기 힘든데, 이는 키론에서 일어나는 혜성 활동으로 인해 정확한 절대 등급을 측정하기 어렵기 때문이다.

### 자전 주기
1989년부터 1997년까지 키론의 광도곡선을 4번 측정하였는데, 이를 통해 자전 주기가 5.918 시간으로 매우 정밀하게 결정되어 있으며, 등급 변화는 0.05 ~ 0.09로 매우 작아 키론의 형태는 원형이라고 추정된다(U=3/3/3).

### 혜성 활동
1988년 2월, 키론이 태양으로부터 12 AU 지점에 있을 때, 밝기가 75% 증가하였다. 이 현상은 소행성에서는 일어나지 않고, 혜성에서만 일어나는 현상이었다. 1989년 4월에 있었던 추가 관측 결과, 키론에서 코마가 발견되었으며, 1993년에는 꼬리가 발견되었다. 키론 코마의 주 성분은 다른 혜성과 다르게 물이 아닌데, 이는 물이 승화하기에는 태양에서 너무 멀리 떨어져 있기 때문이다. 1995년 키론에서 일산화 탄소가 극소량 발견되었으며, 이는 관측된 코마 양을 설명하기에 충분했다. 1991년에는 스펙트럼 분석에서 사이안화물이 발견되었다. 키론에서 아직 혜성 활동이 관측된다는 것은 키론이 현재 궤도에 들어선 지 얼마 되지 않았다는 것을 의미한다.
키론은 소행성체와 혜성 둘 모두로 분류되어 있으며, 혜성과 소행성체의 구분이 모호함을 나타내는 대표적인 사례이다. 이러한 천체에 대해 간혹 원시 혜성(Proto-comet)이라고 칭하기도 한다. 키론은 키론족 혜성(T목성 > 3; a > a목성)의 첫 구성원으로, 다른 키론족 혜성으로는 39P/오테르마, 165P/LINEAR, 166P/NEAT, 167P/CINEOS 등이 있다. 또한 센타우루스군이 아니면서 소행성체와 혜성으로 동시에 분류된 천체로는 4015 윌슨-해링턴, 7968 엘스트-피자로, 118401 LINEAR가 있다.
키론 발견 이후, 다른 센타우루스군 천체도 발견되었으며 소행성체로 분류되었지만, 혜성 활동을 보이는 천체도 다수 있다. 60558 에케클러스에서도 코마가 발견되었으며 혜성명 "174P/에케클러스"를 부여받은 상태이다. 52872 오키로에도 2008년 초 근일점을 지난 이후, 급격하게 밝기가 증가했다.

## 고리
키론에는 10199 커리클로와 유사한 형태의 고리 2개가 존재할 가능성이 있다. 1993년 11월 7일, 1994년 3월 9일, 2011년 11월 29일에 키론에서 예측되지 못한 항성 엄폐가 관측되었는데, 당시에는 키론의 혜성 활동으로 인한 것이라고 여겨졌었으나 현재는 고리로 인한 것이라고 추정되고 있다. 키론 고리의 반지름은 324±10 km로 추정되며, 이는 상당히 정밀한 추정치이다. 보는 각도가 다르면 고리가 다르게 보인다는 점을 통해 키론의 밝기, 반사율, 크기 변화를 설명할 수 있으리라 여겨진다. 또한 키론의 고리가 얼음으로 되어 있다고 한다면, 키론의 스펙트럼에서 얼음의 흡수선이 나타나는 것과, 2001년에 이 흡수선이 사라진 현상을 설명할 수 있다. 또한, 키론의 장주기 밝기 변동 값과, 분광기로 추정한 키론 고리의 반사율이 일치한다.
키론 고리의 극은 황도좌표계로 λ = 144°±10°, β = 24°±10° 지점에 위치한다. 고리의 너비, 분리, 광학적 깊이는 커리클로의 고리와 유사하며, 따라서 구조도 비슷하리라 여겨진다. 또한 두 고리 모두 모천체의 로슈 한계 내부에 위치한다.

## 같이 보기
- 반지름순 태양계 천체 목록
- 10199 커리클로

## 참고 자료
- Fernandez YR.; Jewitt DC.; Sheppard S. (2002). “Thermal Properties of Centaurs Asbolus and Chiron”. 《Astronomical Journal》 123 (2): 1050–1055. arXiv:astro-ph/0111395. Bibcode:2002AJ....123.1050F. doi:10.1086/338436.
- Patric Moore (1988). 《Guinness book of Astronomy》. ISBN 0-85112-375-9.
- “SOLEX 9.1”. 2008년 12월 20일에 원본 문서에서 보존된 문서. 2018년 9월 29일에 확인함.